# François Joseph Bouvet de Précourt
François Joseph Bouvet de Précourt (Lorient, 23 aprile 1753 – Brest, 20 luglio 1832), di nobile famiglia, era figlio di un capitano della Compagnia francese delle Indie Orientali. Partecipò alla Guerra d'indipendenza americana, alla Battaglia del Glorioso Primo Giugno e alla spedizione francese in appoggio alla Rivolta irlandese del 1798. Fu Prefetto marittimo di Brest e poi di Lorient sotto l'imperatore di Napoleone I.

## Biografia
Nacque a Lorient il 23 aprile 1753, figlio di René Joseph Bouvet de Précourt e di Madame Servanne Dordelin. Nel 1765 si imbarcò per la prima volta, all'età di dodici anni, come alfiere sulla Villevault, la nave di suo padre. Effettuò numerosi viaggi in Cina ed India. Nel 1779 divenne einseigne de vaisseau della Compagnia, grado confermato nel 1782.
Nel 1780, con il grado di sottotenente di vascello, entrò nella Marine royale. Fu assegnato al vascello da 64 cannoni Ajax, comandato da suo padre, che faceva parte della squadra dell'ammiraglio Suffren, impegnata nell'Oceano Indiano. Durante la campagna del 1781-1783 partecipò a numerosi combattimenti, tra cui la Battaglia di Negapatam, prestando poi servizio a bordo del vascello da 58 cannoni Flamand con cui partecipò alla presa di Trincomalee (luglio-settembre 1782). Nel 1785, effettuò una campagna alle Antille a bordo della Sylphe, passando poi sulla Patriote in quanto promosso tenente di vascello il 1º maggio 1786, e quindi sulla Cérès con cui navigò lungo la costa africana. Nel corso dello stesso anno si sposò con Mademoiselle Louise La Biche.

### La rivoluzione francese
Quando la rivoluzione scoppiò in Francia, si schierò immediatamente con i repubblicani. Nel 1790 divenne ufficiale a bordo del  Prudence. Nell'aprile 1793 fu promosso capitano di vascello, divenne comandante del vascello da 80 cannoni L'Audacieux, inquadrato nella prima grande flotta armata dalla Repubblica. Il 16 novembre 1793 viene elevato al rango di contrammiraglio, assumendo il comando della 2ª Squadra della flotta di Brest. Il 1º giugno 1794, innalzando la sua insegna a bordo del vascello da 110 cannoni Terrible, prende parte alla battaglia Battaglia del 13 prairial an II, alla guida della 1ª Squadra. Tale battaglia, combattuta contro una flotta inglese al comando di Lord Howe, vide il prevalere della flotta inglese contro quella francese al comando del viceammiraglio Villaret de Joyeuse. Fino alla fine del 1796 continuò a comandare una squadra di vascelli francesi, impegnata in compiti di pattugliamento nel Canale della Manica. Nel dicembre dello stesso anno sostituì il contrammiraglio Jean Gaspard de Vence, al comando di una divisione della squadra navale assegnata per la scorta e il trasporto del Corpo di Spedizione francese inviato in aiuto ai rivoltosi in Irlanda. Tale esercito, che doveva essere sbarcato nel sud dell'isola, era al comando del generale Lazare Hoche, autore anche del piano d'invasione.

### La spedizione in Irlanda
La flotta d'invasione era al comando del contrammiraglio Justin Bonaventure Morard de Galles, che aveva come divisionari Bouvet de Précourt e Nielly. Quando la flotta d'invasione lasciò la rada di Brest, fu colpita da una forte tempesta, che separò le navi in tante piccole formazioni autonome. Alla mattina del 17 dicembre Bouvet si trovò, con altre nove navi separato dal resto della flotta, ed aprendo i suoi ordini segreti scoprì di doversi recare a Mizen Head. Dopo aver effettuato una deviazione al fine di evitare il pattugliamento navale britannico, il 21 dicembre arrivò in vista dell'isola di Dursey, posta all'ingresso della baia di Bantry. Il 24 dicembre si ancorò nei pressi dell'Isola di Bere con parte della sua flotta, ma il maltempo imperante impedì lo sbarco delle truppe a terra. con una parte della sua flotta. La sera del 25 dicembre, la tempesta continuò a crescere di intensità, al punto che la fregata Immortalité. su cui il contrammiraglio aveva innalzato la sua bandiera, fu strappata via dall'ancoraggio e trascinata al largo. Il vento diminuì di intensità solo il 29 dicembre, ma egli, convinto che nessuna nave della sua squadra potesse essere rimasta all'ancora nella baia, decise di ritornare a Brest, dove arrivò il 1º gennaio 1797.
A suo merito, in questa sfortunata spedizione, va il fatto che egli non si tirò mai indietro pur di raggiungere l'obiettivo, al contrario dei suoi colleghi. Il suo unico, grave, sbaglio, fu di pensare che le navi disperse precedentemente non potessero raggiungere la baia di Bantry. Al suo rientro il governo repubblicano, deluso dal suo ritorno precipitoso a Brest, lo destituì dal comando.
Non venne mai reintegrato in servizio, e fu costretto ad aprire una scuola per guadagnarsi da vivere. Nel 1802, dopo la pace di Amiens Napoleone Bonaparte lo richiamò in servizio, affidandogli il comando di una squadra navale, forte di due vascelli di linea e quattro fregate, con il compito di rioccupare la Guadalupa. Per l'occasione innalzò la sua insegna sul vascello da 74 cannoni Formidable
Nel 1803 divenne comandante militare del porto di Brest, e nel 1804 fu elevato al rango di Commendatore della Legion d'onore. Nel 1813 assunse l'incarico di Prefetto Marittimo di Brest. Nel luglio 1814, durante il periodo della prima restaurazione venne fatto Barone da Luigi XVIII. Promosso viceammiraglio il 20 ottobre 1816, ricopriva ancora la carica di Prefetto Marittimo di Lorient, prima di ritirarsi a vita privata nel novembre 1817. Si spense a Brest il 20 luglio del 1832.

## Navi francesi che hanno portato il suo nome
- Un avviso di 2ª classe impostato a Rochefort nel 1863, varato nel 1865, naufragato presso Haiti il 17 settembre 1871.[10]
- Un avviso di 1ª classe impostato a Rochefort nel 1872, varato nel 1876, radiato il 2 aprile 1891.[11]
- Una corazzata impostata a Lorient nel 1892, varata nel 1896. Partecipò alla prima guerra mondiale venendo affondata da una mina nello stretto dei Dardanelli il 18 marzo 1915.[12]
- Una nave ausiliaria della F.N.F.L. (Amiral Bouvet), un ex rimorchiatore requisito il 20 gennaio 1943 a Riunione ed utilizzato fino al 1944.
- Un cacciatorpediniere classe T 47, (distintivo ottico D-624) impostato a Lorient nel 1951, varato nell'ottobre 1953, ed entrato in servizio nel maggio 1956. Partecipò alle operazioni di Suez nel novembre 1956, e fu disarmato il 1º gennaio 1982.

### Periodici
- Giuliano da Frè, Il vallo di legno, in RID-Rivista Italiana Difesa, No.10, Chiavari, Giornalistica Riviera Soc. Coop. a.r.l., ottobre 2005,  pp. 82-97.